# Roazhon Park
Roazhon Park, tidigare känt som Stade de la Route de Lorient, är en fotbollsarena i Rennes, Bretagne, Frankrike. Arenan invigdes den 15 september 1912 och är hemmaarena för fotbollsklubben Stade Rennais.
Publikrekordet på arenan är 29 490 åskådare. Rekordet sattes den 20 augusti 2005 i en Ligue 1-match mellan Rennes och Marseille.
Mellan 1912 och 2015 hette arenan Stade de la Route de Lorient, allmänt känd som "Route de Lorient". Den 12 juni 2015 meddelade klubben att arenan skulle få det nya namnet "Roazhon Park". Till valet av nytt namn höll klubben en omröstning bland sina supportrar. 60 000 personer deltog i omröstningen och fler än 70 procent av dessa stödde namnet "Roazhon Park". Roazhon är det bretonska namnet på staden Rennes, och vid tillkännagivandet av det nya namnet underströk klubben att arenan får ett namn som tydligt markerar den bretonska identiteten.